# بیبی‌سوسا
جیسیا آبرامز (به انگلیسی: Jasia Abrams؛ زادهٔ ۲۸ ژوئن ۲۰۰۰) که به‌طور حرفه‌ای با نام بیبی‌سوسا (به انگلیسی: Babyxsosa) شناخته می‌شود، رپر آمریکایی می‌باشد. ترانه‌های زیرزمینی لو-فای ترپ وی به‌خاطر صدای نازک رپ کردن وی شناخته می‌شوند.